# BEMANIシリーズサウンドトラック一覧
コナミ（コナミデジタルエンタテインメント）の音楽ゲーム・BEMANIシリーズのサウンドトラックCDは以下のように分類される。
1. オリジナルサウンドトラック
2. ベストアルバム
3. コンセプトアルバム
4. アーティストアルバム
5. 非売品（ゲームに特典として付属）レアサウンドトラック→V-RARE SOUNDTRACKの項を参照

この項ではそれぞれを解説する。

## オリジナルサウンドトラック
各タイトルの楽曲が、ほぼゲームバージョンそのままに収録されるサウンドトラック（以下サントラと表記）。そのため1曲の尺は1分30秒～2分程度で収録される。あくまでもゲームバージョンに「近い」であり、マスタリングやミックスによりサントラ版ではゲーム版と異なる場合もある。変化が大きい場合、良くも悪くも『化ける』と呼ばれる。
シリーズを追うごとに収録曲数が増えていったため、途中から『jubeat』を除く現行5シリーズがCD2枚組以上となっている。特に収録曲数の多い『pop'n music』はAC11&CS9 - AC15&CS14、AC18&CSWii&PSP&うたっち - AC20が3枚組、ACうさ猫が4枚組となっている。また1作品の稼働期間が長くなり、楽曲の途中追加収録が増えているため、2013年以降は現行シリーズ全てで「同一タイトル複数枚リリース」となっている。
この他『Dance Dance Revolution』シリーズは当初から2枚組収録で、SuperNOVA2のサントラまではDisc2にノンストップリミックスが収録されていた。
この内容に加え、それまでに出た家庭用収録曲とボーナストラック、ロングバージョンと称される5分程度に尺が増やされた曲が数曲収録される（収録のない作品もある）。
ただ、版権問題等で一部曲が収録されない事もあり、必ずしも全曲収録という訳では無い。特に『jubeat』、『REFLEC BEAT』シリーズでは当初よりオリジナル楽曲のみがサントラ化され、カバーを含む外部アーティストの楽曲は全て収録されていない。
移植楽曲については収録される物と収録されない物がある。またタイトル中のOriginal Soundtrackの部分は同一シリーズでも作品ごとに表記揺れが激しい。
なお以下のタイトルではサントラ自体が発売されていない。
- 『MAMBO A GO GO』
- 『ParaParaParadise 2ndMIX』
- 『pop'n music アニメロ2号』
- 『Toy'sMarch』『Toy'sMarch2』
- 『DANCE 86.4 FUNKY RADIO STATION』
- 『DanceEvolution ARCADE』
- 『ミライダガッキ』『ミライダガッキ ver.2』
- 『BeatStream』『ビートストリーム アニムトライヴ』
- 『MÚSECA』『MÚSECA 1+1/2』

## ベストアルバム
過去のサントラからの再録曲がメイン。一部書き下ろしのボーナストラックや、過去のオリジナルサウンドトラックから漏れた曲が収録される事もある。
音源は基本的に過去のサントラからそのまま再録されるが、稀にリマスタリングされている場合もある。
BOX仕様で発売された作品もあり、膨大なDISC枚数で歴史を追う事が出来るが、全ての曲が収録されている訳ではない事には注意が必要。
「betamania BEST soundtrack」についてはベストの名を冠しているが、DISC1はプレイステーション版『beatmania BEST HITS』のオリジナルサウンドトラックであり、厳密にはこちらに含まれない。一方DISC2に関してはユーザーの投票の結果選ばれた曲が収録されており、こちらはベストアルバムに分類される。しかしbeatmania IIDXシリーズの曲も含まれており、厳密な意味での「beatmaniaのベスト」とは言い難い。またその性質上DISC1との重複収録もある。
「Dance Dance Revolution Party Collection ORIGINAL SOUNDTRACK」DISC1についても同様に、ゲームそのものがベスト的内容であるが、同作のサントラでありこちらには含まれない。

## コンセプトアルバム
全曲ロングバージョンであったり、リミックスであったり、ノンストップミックスであったり、様々なコンセプトに基づいた楽曲を収録したアルバム。コンピレーション作品、ドラマCDもこの分類になる。収録曲数は10～15曲程度。
ロングバージョンで収録された作品には、全曲書下ろしのものと、半数程が再録の半ベストアルバム的なものとが混在する。
このスタイルのアルバムが発売されていないシリーズもある。

## アーティストアルバム
いわゆる単一アーティストのソロアルバム。一部例外はあるが、全曲ロング収録+アルバム書き下ろし曲というスタイルが一般的。
コナミスタイルのみで、一般発売されていない作品が比較的多く存在する。
なおこの分類の中にも更にベストアルバム、コンセプトアルバムに分類される。

## シリーズ別サウンドトラック一覧

### beatmania（III含む）
- オリジナルサウンドトラック
  - beatmania 2ndMIX complete
  - beatmania 3rdMIX complete（プレイステーション用ソフト『beatmania append 3rdMIX mini』が付属。一部未収録曲あり）
  - beatmania 4thMIX 〜the beat goes on〜 Original Sound Tracks（外部提供曲3曲とボーナストラック5曲以外の14曲は5thMIXサントラにも収録されている。未収録曲も3曲あり）
  - beatmania 5thMIX ORIGINAL SOUNDTRACK（2枚組、DISC1に家庭用5thMIXオリジナル曲収録、DISC2はノンストップリミックス。東芝EMI発売、Dancemaniaシリーズ）
  - beatmania clubMIX Original Soundtrack（2枚組、DISC1は全曲版権曲のロング、DISC2はノンストップリミックス+KONAMIオリジナル曲。SMEJ発売）
  - beatmania CORE REMIX Original Soundtrack
  - beatmania 6thMIX THE UK UNDERGROUND MUSIC ORIGINAL SOUNDTRACK（2枚組、DISC2はノンストップリミックス。東芝EMI発売、Dancemaniaシリーズ）
  - beatmania 7thMIX Original Soundtrack（家庭用6thMIX+CORE REMIXオリジナル曲収録）
  - beatmania THE FINAL Original Soundtrack（移植曲は未収録）
  - beatmania III //new songs collection
  - beatmania GOTTAMIX Original Soundtracks
  - beatmania BEST SOUNDTRACK（2枚組、DISC2はWebアンケートの結果に基づくベストアルバム）
  - beatmania GOTTAMIX 2 ～Going Global～ Original Soundtracks（版権曲の未収録がやや多い）
  - beatmania soundtracks:THE SOUND OF TOKYO -小西康陽プロデュース-（全てフルサイズでの収録）
  - beatmania EP:THE SOUND OF TOKYO -yasuharu KONISHI produce-（上記CDの先行シングル）

- ベストアルバム
  - beatmania THE BEST PROMINENT （2枚組）

- コンセプトアルバム
  - BEAT MANIA REMIXES（初代のサントラも兼用）
  - beatmania SuperMIX
  - Interstate Rock（GOTTAMIX 2の収録曲のうち4曲が収録）
  - beatmania ANI-SONGS MIX（以下はbeatmaniaの名を冠してはいるが、ゲームそのものには関係がない。beatmania風リミックス、というコンセプトによる）
    - beatmania ANI-SONGS MIX featuring ダイナミックプロ
    - beatmania ANI-SONGS MIX featuring 石ノ森章太郎
    - beatmania ANI-SONGS MIX　究極戦隊REMIX
    - beatmania ANI-SONGS MIX　名作動画REMIX
    - beatmania ANI-SONGS MIX featuring タツノコプロ
    - 手塚治虫REMIX　科学ノチカラ
    - beatmania ANI-SONGS MIX ultramaniax BEAT
    - beatmania ANI-SONGS MIX ultramaniax RHYTHM

  - beatmania CLASSIC REMIX
    - The Millennium of BACH
    - The Millennium of BEETHOVEN
    - MOZART THE REMIX

### beatmania IIDX
- オリジナルサウンドトラック
  - beatmania IIDX Original Soundtracks
  - beatmania IIDX 3rdstyle Original Soundtracks（maniac-tracksに未収録だった2ndstyle曲の一部も収録）
  - beatmania IIDX 4thstyle Original Soundtracks
  - beatmania IIDX 5thstyle Original Soundtracks（家庭用4thstyleオリジナル曲収録）
  - beatmania IIDX 6thstyle Original Soundtrack（以降2枚組に、家庭用5thstyleオリジナル曲収録）
  - beatmania IIDX 7thstyle Original Soundtrack（家庭用6thstyleオリジナル曲収録）
  - beatmania IIDX 8thstyle Original Soundtrack
  - beatmania IIDX 9thstyle ORIGINAL SOUNDTRACK
  - beatmania IIDX 10thstyle ORIGINAL SOUNDTRACK
  - beatmania IIDX 11 IIDX RED ORIGINAL SOUNDTRACK（家庭用8thstyleオリジナル曲収録）
  - beatmania IIDX 12 HAPPY SKY ORIGINAL SOUNDTRACK（初回のみ携帯保護シート付属、家庭用9thstyleオリジナル曲収録）
  - beatmania IIDX 13 DistorteD ORIGINAL SOUNDTRACK（コナミスタイル限定、限定版も存在、家庭用10thstyle&IIDX REDオリジナル曲収録）
  - beatmania IIDX 14 GOLD ORIGINAL SOUNDTRACK（コナミスタイル限定、家庭用HAPPYSKYオリジナル曲収録）
  - beatmania IIDX 15 DJ TROOPERS ORIGINAL SOUNDTRACK（コナミスタイル先行発売、家庭用DistorteDオリジナル曲収録）
  - beatmania IIDX 16 EMPRESS ORIGINAL SOUNDTRACK（コナミスタイル先行発売）
  - beatmania IIDX 17 SIRIUS ORIGINAL SOUNDTRACK（コナミスタイル先行発売）
  - beatmania IIDX 18 Resort Anthem ORIGINAL SOUNDTRACK
  - beatmania IIDX 19 Lincle ORIGINAL SOUNDTRACK
  - beatmania IIDX 20 tricoro ORIGINAL SOUNDTRACK Vol.1（コナミスタイル限定版有り）
  - beatmania IIDX 21 SPADA ORIGINAL SOUNDTRACK（Disc2は20 tricoroサントラ発売以降のイベント曲を収録、コナミスタイル初回盤には20 tricoroと21 SPADAのシステムBGM収録のBONUS DISCが付属）
  - beatmania IIDX 21 SPADA ORIGINAL SOUNDTRACK VOL.2
  - beatmania IIDX 22 PENDUAL ORIGINAL SOUNDTRACK
  - beatmania IIDX 22 PENDUAL ORIGINAL SOUNDTRACK VOL.2
  - beatmania IIDX 23 copula ORIGINAL SOUNDTRACK
  - beatmania IIDX 23 copula ORIGINAL SOUNDTRACK VOL.2
  - beatmania IIDX 24 SINOBUZ ORIGINAL SOUNDTRACK
  - beatmania IIDX 25 CANNON BALLERS ORIGINAL SOUNDTRACK (これ以降4枚組。Disc1・2は表題作の新曲、3・4は前作のサントラ発売後から表題作稼働までの収録曲で構成)
  - beatmania IIDX 26 Rootage ORIGINAL SOUNDTRACK
  - beatmania IIDX 27 HEROIC VERSE ORIGINAL SOUNDTRACK
  - beatmania IIDX 28 BISTROVER ORIGINAL SOUNDTRACK
  - beatmania IIDX 29 CastHour ORIGINAL SOUNDTRACK
  - beatmania IIDX 30 RESIDENT ORIGINAL SOUNDTRACK
  - beatmania IIDX 31 EPOLIS ORIGINAL SOUNDTRACK

- ベストアルバム
  - History of beatmania IIDX（1stの曲がゲームプレイ音源からマスター音源に変更）
  - beatmania IIDX -SUPER BEST BOX- vol.1、vol.2（各8枚組。2BOXセットがあり、BONUS DISCが付属。アーケード版初代から15 DJ TROOPERSまでの楽曲のうち、アーケード版16 EMPRESSに収録された楽曲、ロングバージョンを収録。BONUS DISCには17 SIRIUSまでのエンディング楽曲と完全新曲・リミックス楽曲の計19曲を収録）

- コンセプトアルバム
  - beatmania IIDX REMIX for 10th Success Anniversary
  - beatnation RHYZE vs HARDCORE TANO*C
  - cyber beatnation 1st conclusion（コナミスタイル限定）
  - cyber beatnation 2 -Hi Speed conclusion（コナミスタイル限定、ノンストップメガミックス）
  - DJ HICO meets beatmania IIDX -Nonstop Mix by DJ HICO-（コナミスタイル限定、ノンストップメガミックス）

### pop'n music
- オリジナルサウンドトラック
  - pop'n music original soundtrack（家庭用1オリジナル曲収録）
  - pop'n music 2 original soundtrack ★ new songs collection（家庭用2オリジナル曲収録）
  - pop'n music 3 V.S. pop'n stage（2枚組、家庭用3オリジナル曲収録）
  - pop'n music 4 arcade originals
  - pop'n music 4 consumer originals（アーケード版4オリジナル曲も再録）
  - pop'n music 5 arcade originals
  - pop'n music 6 original soundtrack
  - pop'n music 7 AC ♥ CS pop'n music 5（以降2枚組）
  - pop'n music 8 AC ♥ CS pop'n music 6
  - pop'n music 9 AC ♥ CS pop'n music 7
  - pop'n music 10 AC ♥ CS pop'n music 8
  - pop'n music 11 AC ♥ CS pop'n music 9（以降3枚組）
  - pop'n music 12 いろは AC ♥ CS pop'n music 10
  - pop'n music 13 カーニバル AC ♥ CS pop'n music 11
  - pop'n music 14 FEVER! AC ♥ CS pop'n music 12 いろは & 13 カーニバル（コナミスタイル限定）
  - pop'n music 15 ADVENTURE AC ♥ CS pop'n music 14 FEVER!（コナミスタイル限定）
  - pop'n music 16 PARTY♪ original soundtrack（以降2枚組）
  - pop'n music 17 THE MOVIE ORIGINAL SOUNDTRACK（初回限定スリーブケース仕様）
  - pop'n music 18 せんごく列伝 AC ♥ CS ポップンミュージック & portable & うたっち（以降3枚組）
  - pop'n music 19 TUNE STREET original soundtrack
  - pop'n music 20 fantasia original soundtrack（家庭用portable2オリジナル曲も収録）
  - pop'n music Sunny Park original soundtrack vol.1（以降2枚組、20 fantasiaサントラ発売後に配信された楽曲も収録）
  - pop'n music Sunny Park original soundtrack vol.2
  - pop'n music ラピストリア original soundtrack vol.1
  - pop'n music ラピストリア original soundtrack vol.2
  - pop'n music éclale Original Soundtrack
  - pop'n music うさぎと猫と少年の夢 Original Soundtrack（4枚組、éclaleサントラ発売後に配信された楽曲も収録、下記の『20th Anniversary Edition』も販売）
  - pop'n music peace Original Soundtrack
  - pop'n music 解明リドルズ Original Soundtrack

- ベストアルバム
  - pop'n music SUPER BEST BOX（コナミスタイル限定、CD20枚組。アーケード版初代から16 PARTY♪までのオリジナル曲、家庭用初代から14 FEVER!までのオリジナル曲、ee'MALLシリーズのオリジナル曲、ごく一部のBEMANIシリーズ移植曲を、削除曲や版権曲など除いて700曲以上収録。うち3枚はロングバージョン&リミックス）
  - pop'n music うさぎと猫と少年の夢 Original Soundtrack 20th Anniversary Edition（コナミスタイル限定盤、『うさぎと猫と少年の夢』通常盤4枚組に加え、『20th Anniversary Disc』4枚組＋キャラクターDVD。後半4枚は17 THE MOVIEからéclaleまでのロングバージョン再録＋peace先行新曲4曲）

- コンセプトアルバム
  - pop'n music Artist Collection
    - 各アーティストに焦点を当てたコンセプトアルバム。詳細は「アーティストアルバム」の項を参照。

  - pop'n music VOCAL BEST
  - pop'n music Vocal Best 2
  - pop'n music Vocal Best 3
  - pop'n music Vocal Best 4
  - pop'n music Vocal Best 5
  - pop'n music Inst Best（2枚組、Disc2は全てボーカル曲のカラオケ音源）
  - pop'n music artists X'mas songs
  - pop'n music request best!（コナミスタイル限定）
  - pop'n music Cafe music selection
  - pop'n music Cafe music Espresso
  - pop'n music ANIMELO FULL!（初代アニメロのサウンドトラック、数曲を除きフルサイズで収録されている）

### Dance Dance Revolution
DDR X、X2を除きシリーズを通してCD2枚組。Disc2はノンストップメガミックス（DDR X以降は除く）。2ndMIX～STRIKEまでの作品は、東芝EMIよりDancemaniaシリーズとして発売され、SuperNOVAから2014まではオリジナル曲のみを収録しコナミから発売されている。AはEXIT TUNESから発売された。
- オリジナルサウンドトラック
  - Dance Dance Revolution 2ndMIX ORIGINAL SOUNDTRACK（1stのライセンス曲、オリジナル曲収録）
  - Dance Dance Revolution 3rdMIX ORIGINAL SOUNDTRACK（2ndMIX LINK Version、家庭用2ndRemixオリジナル曲収録）
  - Dance Dance Revolution Solo2000 ORIGINAL SOUNDTRACK（DDR Solo BASSMIXのライセンス曲、オリジナル曲、ノンストップメガミックス収録）
  - Dance Dance Revolution Disney's RAVE Original Soundtrack（avex group発売）
  - Dance Dance Revolution 4thMIX ORIGINAL SOUNDTRACK（Korean Dance Music8曲を除く3rdMIXPlusのライセンス曲、家庭用3rdMIXオリジナル曲収録）
  - Dance Dance Revolution 5thMIX ORIGINAL SOUNDTRACK（4thMIXPlus、家庭用EXTRA MIXオリジナル曲収録）
  - DDRMAX Dance Dance Revolution 6thMIX ORIGINAL SOUNDTRACK
  - DDRMAX2 Dance Dance Revolution 7thMIX ORIGINAL SOUNDTRACK（家庭用DDR MAXオリジナル曲収録）
  - DanceDanceRevolution EXTREME ORIGINAL SOUNDTRACK（移植曲はミックス違いの名前の付いたものだけを収録）
  - Dance Dance Revolution Party Collection ORIGINAL SOUNDTRACK（家庭用DDRMAX2、EXTREMEオリジナル曲収録）
  - DDR FESTIVAL & Dance Dance Revolution STRIKE ORIGINAL SOUNDTRACK（FESTIVALの再録曲は未収録）
  - Dance Dance Revolution SuperNOVA Original Soundtrack（コナミスタイル限定、家庭用SuperNOVAオリジナル曲収録）
  - DanceDanceRevolution SuperNOVA2 Original Soundtrack（コナミスタイル限定、家庭用SuperNOVA2オリジナル曲収録）
  - DanceDanceRevolution HOTTEST PARTY Original Soundtrack（コナミスタイル限定、Disc2は非ノンストップ、代わりに一部楽曲のフルバージョン収録）
  - DanceDanceRevolution X & フルフル♪パーティー Original Soundtrack（3枚組、Disc1に家庭用DDR Xオリジナル曲収録、Disc3は両タイトル曲を交えたノンストップミックス）
  - DanceDanceRevolution X2 Original Soundtrack（コナミスタイル限定、3枚組。一部を除き外部アーティスト楽曲も収録。これ以降ノンストップミックスは収録されていない）
  - Dance Dance Revolution 2ndMIX ORIGINAL SOUNDTRACK（「X3 VS 2ndMIX」稼働に合わせて発売された2ndMIXサントラの新装・リマスター盤。旧版と同タイトルだが6曲が新規に追加されており、DVD付属のDELUXE EDITIONもある。FESTIVAL & STRIKEサントラ以来となるEMIミュージック・ジャパンからの発売。）
  - DanceDanceRevolution X3 VS 2ndMIX 〜X3 SIDE〜 Original Soundtrack（コナミスタイル限定）
  - DanceDanceRevolution ORIGINAL SOUNDTRACK Vol.1（コナミスタイル限定、2013と2014のオリジナル曲収録）
  - DanceDanceRevolution A Original Soundtrack (EXIT TUNES発売)

- コンセプトアルバム
  - DanceDanceRevolution ULITIMATE DANCE COLLECTION（コナミスタイル限定、3種各1枚。SuperNOVA・SuperNOVA2・HOTTEST PARTY・MUSIC FITからコンセプトごとに曲をセレクト。ベストアルバムも兼ねる）
    - DanceDanceRevolution ULITIMATE DANCE COLLECTION -DANCE-
    - DanceDanceRevolution ULITIMATE DANCE COLLECTION -POP-
    - DanceDanceRevolution ULITIMATE DANCE COLLECTION -MANIA-
    - DanceDanceRevolution 20th Anniversary Non Stop Mix Mixed by DJ KOO (EXIT TUNES発売)trfのDJ KOOによるノンストップメガミックス

### GuitarFreaks&Drummania
- オリジナルサウンドトラック
  - GUITARFREAKS ORIGINAL GAME SOUNDTRACK（システムサウンドとボーナストラック3曲以外の全曲が2ndのサントラに再録）
  - drummania original soundtracks
  - GUITAR FREAKS 2nd MIX ORIGINAL SOUNDTRACK（2ndMIX Link-version、家庭用1stオリジナル曲収録）
  - GUITAR FREAKS 3rdMIX&drummania 2ndMIX soundtracks（2枚組、家庭用GUITAR FREAKS 2ndMIX&drummamiaオリジナル曲収録）
  - GUITAR FREAKS 4thMIX&drummania 3rdMIX Soundtracks
  - GUITAR FREAKS 5thMIX&drummamia 4thMIX Soundtracks（2枚組、家庭用GUITAR FREAKS 4thMIX&drummania 3rdMIXオリジナル曲収録）
  - GUITAR FREAKS 6thMIX&drummania 5thMIX Soundtracks
  - GUITAR FREAKS 7thMIX&drummania 6thMIX Soundtracks
  - GUITARFREAKS 8thMIX&drummania 7thMIX Soundtracks
  - GUITARFREAKS 9thMIX&drummania 8thMIX SOUNDTRACKS
  - GUITARFREAKS 10thMIX&drummania 9thMIX Soundtracks
  - GUITARFREAKS 11thMIX&drummania 10thMIX SOUNDTRACKS（以降2枚組に）
  - GuitarFreaksV&DrumManiaV Soundtracks
  - GuitarFreaksV2&DrumManiaV2 SoundTracks
  - GUITARFREAKSV3&DRUMMANIAV3 SOUNDTRACKS（コナミスタイル限定、初回版はスリーブケース仕様、家庭用V2オリジナル曲収録）
  - GuitarFreaksV4&DrumManiaV4 ЯOCK×ROCK Original Soundtracks（コナミスタイル限定、初回版はステッカー付属、家庭用V3オリジナル曲収録）
  - GuitarFreaksV5 & DrumManiaV5 Rock to Infinity Original Soundtracks（初回版はデジパック仕様）
  - GuitarFreaksV6 & DrumManiaV6 BLAZING!!!! Original Soundtracks（コナミスタイル限定初回版はブルースペックCD仕様）
  - GuitarFreaksXG & DrumManiaXG Original Soundtrack beginning edition（1枚組）
  - GuitarFreaksXG & DrumManiaXG Original Soundtracks rising edition（通常版が2枚組、コナミスタイル初回版の場合は3枚組）
  - GuitarFreaksXG2 & DrumManiaXG2 Original Soundtrack 1st season（1枚組）
  - GuitarFreaksXG2 & DrumManiaXG2 Original Soundtracks 2nd season（通常版が2枚組、コナミスタイル初回版の場合は3枚組）
  - GuitarFreaksXG3 & DrumManiaXG3 Original Soundtrack 1st season（1枚組）
  - GuitarFreaksXG3 & DrumManiaXG3 Original Soundtracks 2nd season（通常版が2枚組、コナミスタイル初回版の場合は3枚組）
  - GITADORA Original Soundtrack 1st season（1枚組）
  - GITADORA Original Soundtracks 2nd season（通常版が2枚組、コナミスタイル初回版の場合はDVD付属）
  - GITADORA Original Soundtrack 3rd season（通常版が1枚組、コナミスタイル初回版の場合はDVD付属）
  - GITADORA OverDrive Original Soundtracks（通常版が2枚組、コナミスタイル初回版の場合はDVD付属）
  - GITADORA Tri-Boost Original Soundtrack Volume.01（通常版が1枚組、コナミスタイル初回版の場合はDVD付属）
  - GITADORA Tri-Boost Original Soundtrack Volume.02（通常版が1枚組、コナミスタイル初回版の場合はDVD付属）
  - GITADORA Tri-Boost Original Soundtrack Volume.03（1枚組
  - GITADORA Tri-Boost Re:EVOLVE Original Soundtrack（2枚組）

- ベストアルバム
  - GUITARFREAKS&drummania BEST TRACKS（2枚組、GUITARFREAKS 8thMIX&drummania 7thMIX power-up ver.の追加楽曲収録）
  - GuitarFreaks & DrumMania - SUPER BEST BOX - (1st～V6までの版権曲を除くオリジナル、ロングバージョン収録のCD16枚+特典CD(LIVE音源)2枚+DVD1枚)

- コンセプトアルバム
  - GUITARFREAKS&drummania INSTRUMENTAL COLLECTION
  - GUITARFREAKS&drummania INSTRUMENTAL COLLECTION2
  - GUITARFREAKS&drummania VOCAL COLLECTION

### KEYBOARDMANIA
- オリジナルサウンドトラック
  - KEYBOARDMANIA ORIGINAL SOUNDTRACKS
  - KEYBOARDMANIA 2ndMIX + CONSUMER 1 NEW SONGS（12cmCD+8cmCD）
  - KETBOARDMANIA 3rdMIX ORIGINAL SOUNDTRACKS

- コンセプトアルバム
  - KEYBOARDMANIA full-sized collection

### jubeat
- オリジナルサウンドトラック
  - jubeat ORIGINAL SOUNDTRACK
  - jubeat ripples ORIGINAL SOUNDTRACK
  - jubeat ripples APPEND SOUNDTRACK（追加曲とロングバージョンを収録、以下APPENDも同様）
  - jubeat knit ORIGINAL SOUNDTRACK
  - jubeat knit APPEND SOUNDTRACK
  - jubeat copious ORIGINAL SOUNDTRACK
  - jubeat copious APPEND SOUNDTRACK
  - jubeat saucer ORIGINAL SOUNDTRACK -Smith-（以下、コナミスタイル初回盤には特製着せ替えジャケット封入）
  - jubeat saucer ORIGINAL SOUNDTRACK -Kaori & Kotaro-
  - jubeat saucer ORIGINAL SOUNDTRACK -Sho & Hoshiko-（コナミスタイル初回盤には上記3枚を収納可能な特製収納BOX付き）
  - jubeat saucer ORIGINAL SOUNDTRACK -Cathy & Marron-
  - jubeat saucer ORIGINAL SOUNDTRACK -Gourzaemon-（saucer fulfill稼働時の曲も収録）
  - jubeat saucer ORIGINAL SOUNDTRACK -7 Bros.-（saucer fulfillの追加曲を収録）
  - jubeat prop ORIGINAL SOUNDTRACK
  - jubeat Qubell ORIGINAL SOUNDTRACK
  - jubeat clan ORIGINAL SOUNDTRACK
  - jubeat festo ORIGINAL SOUNDTRACK

### REFLEC BEAT
- オリジナルサウンドトラック
  - REFLEC BEAT ORIGINAL SOUNDTRACK（以降2枚組）
  - REFLEC BEAT limelight ORIGINAL SOUNDTRACK
  - REFLEC BEAT colette ORIGINAL SOUNDTRACK VOL.1（Disc2はlimelightサントラ発売後の追加曲を収録した『REFLEC BEAT limelight ORIGINAL SOUNDTRACK EXTRA』）
  - REFLEC BEAT colette ORIGINAL SOUNDTRACK VOL.2（3枚組、コナミスタイル初回限定仕様にはVENUSミニアルバム『VENUS -ZEUS-』付属）
  - REFLEC BEAT groovin'!! ＋ colette ORIGINAL SOUNDTRACK（4枚組、Disc1、2はgroovin'!!の楽曲が、Disc3、4はcolette VOL.2発売以降の追加楽曲を収録した『REFLEC BEAT colette ORIGINAL SOUNDTRACK EXTRA』）
  - REFLEC BEAT groovin'!! Upper ORIGINAL SOUNDTRACK（3枚組）
  - REFLEC BEAT 悠久のリフレシア＋VOLZZA ORIGINAL SOUNDTRACK（4枚組）

### SOUND VOLTEX
- オリジナルサウンドトラック
  - SOUND VOLTEX ULTIMATE TRACKS - 東方紅魔郷Remix -（2枚組、公募楽曲のうち「東方紅魔郷リミックスコンテスト」で採用された楽曲を収録）
  - SOUND VOLTEX ULTIMATE TRACKS - LEGEND OF KAC -（2枚組、公募楽曲のうち「KAC2012 オリジナル楽曲コンテスト」「KAC2013 オリジナル楽曲コンテスト」で採用された楽曲を収録）
  - SOUND VOLTEX ULTIMATE TRACKS -FLOOR ANTHEM- EP.01（2枚組、公募楽曲のうちユーザー投票により決定した人気曲を収録）
  - SOUND VOLTEX ULTIMATE TRACKS -東方妖々夢 & 輝針城 REMIX-（2枚組、公募楽曲のうち「東方妖々夢リミックスコンテスト」「東方輝針城リミックスコンテストで採用された楽曲を収録
  - SOUND VOLTEX ULTIMATE TRACKS BOOTH LEGACY - 壱 -（非売品、BOOTHのデフォルトオリジナル楽曲を収録）
  - SOUND VOLTEX ULTIMATE TRACKS BOOTH LEGACY - 弐 -（非売品、BOOTHの追加配信オリジナル楽曲を収録）

### その他シリーズ
- オリジナルサウンドトラック
  - DanceManiax Original Soundtrack（2枚組、DISC2はノンストップリミックス、東芝EMI発売、Dancemaniaシリーズ）
  - DanceManiax 2ndMIX Original Soundtrack（同上）
  - ParaParaParadise Original Soundtrack（2枚組、1stMIX Plusオリジナル曲収録、DISC2はノンストップリミックス、avex trax発売）
  - MARTIAL BEAT（2枚組、DISC2はノンストップリミックス、東芝EMI発売）
  - MARTIAL BEAT 2（1枚組、フルサイズとノンストップリミックス収録、東芝EMI発売）
  - ee'MALL & ee'MALL 2nd avenue SOUND TRACKS（コナミスタイル限定）
  - パチスロbeatmania original Soundtrack
  - DanceEvolution Original Soundtrack（コナミスタイル限定）
  - ノスタルジア SPECIAL SOUND TRACK（非売品）
  - NOSTALGIA Music Collection ～Op.1 & Op.2～（コナミスタイル限定、初代からOp.2までの楽曲を収録）
- コンセプトアルバム
  - BEMANI PIANO COLLECTION ノスタルジア（ピアノアレンジ、ヤマハミュージックコミュニケーションズ発売）

### 多機種合同
- オリジナルサウンドトラック
  - beatmania maniac-tracks（beatmania IIDX substream、beatmania IIDX 2nd style、beatmania YEBISU MIX、Dancing Stage featuring TRUE KiSS DESTiNATiON）
  - 私立BEMANI学園 ORIGINAL SOUNDTRACK（連動イベント「私立BEMANI学園」の楽曲を収録）
  - 熱闘！BEMANIスタジアム ORIGINAL SOUNDTRACK（連動イベント「熱闘！BEMANIスタジアム」の楽曲を収録）
  - 発見！よみがえったBEMANI遺跡（4曲入りマキシ）
  - BEMANI SUMMER DIARY 2015 ORIGINAL SOUNDTRACK（連動イベント「BEMANI SUMMER DIARY 2015」の楽曲を移植曲含めて収録）
  - The 7th KONAMI Arcade Championship オリジナルCD（非売品、大会イベント「The 7th KAC」の課題楽曲を既存曲含めて収録）

- ベストアルバム
  - BEMANI BEST for the 10th anniversary（5枚組、コナミスタイル限定）

- コンセプトアルバム
  - EXIT TUNES Dance Party -beatnation RHYZE music council-（3枚組、同名イベントのライブアルバム）
  - BEMANI×東方Project Ultimate MasterPieces（東方Project樂曲のオリジナルリミックス、全曲フルサイズ）

### アーティストアルバム
ゲーム収録曲がないものは割愛する。
- アルバム
  - 2Days
    - 『pop'n music Artist Collection 〜2Days デイズゴコチ。』

  - 96
    - 『BLACK ALBUM』

  - AKIRA YAMAOKA
    - 『iFUTURELIST』（コナミスタイル限定）

  - ALT
    - 『0/1 ANGEL』（コナミスタイル限定、ALT produced by seiya-murai名義）

  - BeForU
    - 『BeForU』
    - 『KI・SE・KI』（ミニアルバム+DVD）
    - 『BeForU II』（コナミスタイル限定）
    - 『BeForU III』（CD+DVD版あり、avex mode発売）

  - Des-ROW
    - 『D.』（コナミスタイル限定）

  - DJ Mass MAD Izm*
    - 『I AM NOT A DJ』

  - dj TAKA
    - 『milestone』『milestone Re-edition』（2枚組、コナミスタイル限定、限定生産アナログ盤あり、Re-editionは収録曲1曲を差し替え再発）
    - 『True Blue...』（2枚組）

  - DJ TAKAWO
    - 『Made In Japan』

  - Dormir
    - 『Petit March』（一部ゲームサイズでの収録曲あり）

  - good-cool
    - 『good-cool Super Collection!! beatmania & pop'n music』（ノンストップミックス）
    - 『good-cool ultra expander』（コナミスタイル限定、古川竜也名義）
    - 『crazy operation』

  - HIROSHI WATANABE
    - 『beatmania HIROSHI WATANABE beat indication』

  - kors k
    - 『Ways For Liberation』（2枚組、コナミスタイル限定、初回限定版はBONUS DISC付属）
    - 『Let's Do It Now!!』（EXIT TUNES発売、コナミスタイル限定版あり）
    - 『Let's Do It Again!!』 （EXIT TUNES発売。コナミスタイル限定版あり）

  - L.E.D.
    - 『電人K』（2枚組、コナミスタイル限定）

  - Mayumi Morinaga
    - 『Glitter / 神巫詞』（以下EXIT TUNES発売）
    - 『Din Don Dan』

  - M-Project
    - 『HARDCORE ILLUSIONIST』
    - 『NO ALTERNATIVE』
    - 『HARDCORE ILLUSIONIST 2』
    - 『HARDCORE ILLUSIONIST 3』

  - natural bear、Kiyommy + Seiya
    - 『pop'n music Artist Collection natural bear & Kiyommy + Seiya』（名義が異なるが、どちらもくまのきよみと村井聖夜によるユニット）

  - PON
    - 『Power Of Nature』

  - Q-Mex
    - 『THE Q-mex Collection 〜pop'n music & KEYBOARDMANIA〜「AROUND THE WORLD」』

  - Remo-con
    - 『rhetric』（2枚組）

  - Ryu☆
    - 『starmine』（2枚組、コナミスタイル限定、初回限定版は青龍Disc付属）
    - 『AGEHA』（以降はEXIT TUNES発売）
    - 『rainbow★rainbow』
    - 『Sakura Luminance』
    - 『Plan8』
    - 『BLUE DRAGON』（青龍名義）
    - 『We're so Happy』
    - 『Seventh Heaven』
    - 『AO-∞』（青龍名義）

  - Sana
    - 『Sana-mode』
    - 『Sanative』
    - 『pop'n music Artist Collection 新谷さなえ』（新谷さなえ名義）
    - 『Sana-mode II 〜pop'n music & beatmania moments〜』
    - 『蜜月 〜honey moon〜』
    - 『Avril』（ミニアルバム、「LIVE DVD～Sana SONIC～」付属）
    - 『ボクをさがしに』
    - 『Miracle★Sparkle』

  - SASEBO BROTHERS
    - 『SASEBO BROTHERS「1st BEST」〜pop'n music Artist Collection〜』

  - Sota Fujimori
    - 『SYNTHESIZED』『SYNTHESIZED Re-edition』（2枚組、コナミスタイル限定、Re-editionは収録曲2曲を差し替え再発）
    - 『SYNTHESIZED2』（コナミスタイル先行発売）
    - 『SYNTHESIZED3』（2枚組、初回限定版はNEO CONTRA Original Soundtrack付属）
    - 『SYNTHESIZED4』（初回限定版はBONUS DISC付属）
    - 『SYNTHESIZED5』
    - 『今何度？ What Temperature Is It?』 (コナミスタイル限定盤にはコヤジギャグ日めくりカレンダー付属)

  - SOUND HOLIC
    - 『斬 -ZAN-』
    - 『焔 -MAGMA-』（EXIT TUNES発売）

  - S.S.D.FANTASICA
    - 『FANTASCAPE - Act.1』

  - SUPER STAR 満-MITSURU-
    - 『ONLY ONE ACT』

  - Tatsh
    - 『MATERIAL』

  - teranoid & MC Natsack
    - 『teranoid underground edition』（HOBiRECORDS発売）
    - 『teranoid overground edition』（以下avex tracks発売）
    - 『teranoid overground edition　1.04』
    - 『teranoid overground edition KOJA YUKINO』
    - 『teranoid anthems live@underground』（HOBiRECORDS発売）

  - TЁЯRA
    - 『RЁVOLUTIØN』（2枚組、コナミスタイル限定）
    - 『ЁVOLUTIØN』（2枚組）

  - TOMOKI HIRATA
    - 『beatmania TOMOKI HIRATA』

  - TOMOSUKE
    - 『marble』『marble Re-edtion』（コナミスタイル限定、Re-editionは収録曲1曲を差し替え再発）

  - VENUS
    - 『ZEUS』（REFLEC BEAT colette ORIGINAL SOUNDTRACK VOL.2コナミスタイル限定セット付属）
    - 『DEUS』（コナミスタイル限定、『Side【Y】』『Side【S】』の2種発売、フォトブックの内容が異なる）

  - wac
    - 『音楽』（2枚組）

  - Xceon
    - 『罪と罰』（EXIT TUNES発売）
    - 『冬椿』（EXIT TUNES発売）

  - Y&Co.
    - 『BEST HIT YCO』（2枚組、Disc2はDVDアルバム）
    - 『No No No limits 2 dAnce』（EXIT TUNES発売）

  - Zektbach
    - 『The Epic of Zektbach -Ristaccia-』
    - 『The Epic of Zektbach -Flagments of Aria Te'laria-』（BOX仕様。2CD+DVD）
    - 『The Epic of Zektbach -PIANO COLLECTION-』（上記作品よりPIANO COLLECTIONを単体で発売したもの）
    - 『The Epic of Zektbach -Masinowa-』

  - あさき
    - 『神曲』（コナミスタイル限定、初回版あり、リマスター版は一般販売あり）
    - 『天庭』（初回限定版はDVD付属）

  - 亜熱帯マジ-SKA爆弾
    - 『亜熱帯マジ-SKA爆弾 feat.MAKI』（コナミスタイル限定）

  - 阿部靖広
    - 『RADIUS OF PLANETS』

  - 泉 陸奥彦
    - 『Heaven Inside』
    - 『ポン太と巡る世界の音楽』（ゲームサイズ音源も多く半分ベストアルバム）

  - 上野圭市
    - 『Rewind!』

  - 小野秀幸
    - 『over there』（コナミスタイル限定）

  - 肥塚良彦
    - 『DREAMS』

  - 小坂りゆ
    - 『begin』（コナミスタイル限定）

  - 秋桜
    - 『cosmos』（コナミスタイル限定、ミニアルバム+DVD）

  - 桜井零士
    - 『For Dear...』（コナミスタイル限定）

  - 新堂敦士
    - 『君を壊したい～Triple Zero～』
    - 『Shake!』（ミニアルバム）
    - 『BRAND-NEW UPPER!』

  - すわひでお
    - 『卓球道』
    - 『漢（マスラオ） 卓球道2』

  - 達見 恵 featured by 佐野宏晃
    - 『Delicious love』

  - 猫叉Master（全てコナミスタイル先行発売）
    - 『Rain drops』
    - 『Backdrops』（猫叉Master+名義）
    - 『さよなら世界』
    - 『Crevice』
    - 『follow slowly』

  - パーキッツ
    - 『Liquid Melody』（ミニアルバム）
    - 『pop'n music Artist Collection パーキッツ』
    - 『Hummingbird PARQUETS 〜pop'n music Artist Collection〜 』
    - 『パーキィサークル』
    - 『パラボラ』

  - ひなビタ♪（日向美ビタースイーツ♪／ここなつ）
    - 『ひなビタ♪ ORIGINAL SOUNDTRACK』（ORIGINAL SOUNDTRACKとあるがゲームサイズ音源は収録されていない）
    - 『Bitter Sweet Girls!』（コナミスタイル限定版あり）
    - 『ミライプリズム』（ここなつ名義、コナミスタイル限定版あり）
    - 『Chocolate Smile Girls!!』（コナミスタイル限定版あり）
    - 『シンクロノーツ』（ここなつ名義、コナミスタイル限定版あり）
    - 『Home Sweet Home』（コナミスタイル限定版あり）
    - 『バイナリスター』（ここなつ名義、コナミスタイル限定版あり）
    - 『SWEET SMILE HEROES』（コナミスタイル限定版あり）
    - 『日向美ビタースイーツ♪ BEST』（コナミスタイル限定版あり）
    - 『Sweet Smile Pajamas Party』（コナミスタイル限定版あり）
    - 『ハレ トキドキ メランコリック』（コナミスタイル限定版あり）

  - バンめし♪
    - ゲーム未収録楽曲も多いため、詳細は同項目を参照。

  - 星野奏子
    - 『EIGHT ELEMENTS OF THE STAR』（コナミスタイル限定）
    - 『Prism』（コナミスタイル限定版は2枚組）
    - 『Starry～the way to the SIRIUS～』
    - 『Articulation』

  - 村井聖夜
    - 『plug＋program』（コナミスタイル限定）

- シングル
  - Adya
    - 『MOMENT』

  - BeForU
    - 『Red Rocket Rising』（CD+DVD版あり、avex mode発売。以下同様）
    - 『Strike Party!!!』

  - LITTLE CURE
    - 『BIT OF LOVE』

  - Noria
    - 『LOVE②くらっち』（CD+DVD版あり。avex mode発売）

  - Sana
    - 『僕のトナリ』（家庭用pop'n10収録「エブリデイ・ラブリデイ」収録）
    - 『Brownie / Make slow』（pop'n11収録「Space Dog」収録）

  - 小坂りゆ
    - 『true...』
    - 『大和撫子魂』（CD+DVD版あり。avex mode発売）

  - 佐藤千晶
    - 『un-Balance～from pop'n music 3～』

  - 新堂敦士
    - 『なんか変だ！～from pop'n music 3～』
    - 『君を壊したい』
    - 『君が好きだよ～守って守ってあげるから～』
    - 『サムライ・シンドローム』
    - 『SLOW DOWN～地球よ廻れ～』
    - 『Dynamic! Atomic! S.C.B.G.』
    - 『祈望』（pop'n10収録「ナーバス・ブレークダウン～タイプゼロ～」原曲収録）

  - すわひでお
    - 『僕は崖っぷち』（家庭用pop'n7収録「ステテコ捨てて行こう」収録）
    - 『ホップ！スキップ！ジャンプ！』（家庭用pop'n8収録「School Life」収録）

  - パーキッツ
    - 『らびゅらびゅ』（pop'n11収録「さよならサンクチュアリ」収録）
    - 『あしたになあれ』（pop'n12収録「恋する東京」収録）
    - 『シュガー・シュガー』（pop'n13収録「メルト」収録）

  - 星野奏子
    - 『変えるカエル店長』（IIDX19,jubeat copious収録「陽炎」収録）

- ベストアルバム
  - Sana
    - 『Sana-molle Collection』（コナミスタイル限定）
    - 『Sana Coffret』（6枚組、コナミスタイル限定、1stアルバム『Sana-mode』から6thアルバム『ボクをさがしに』までの一部を除いた収録曲、他アーティストのアルバムに収録されたSana歌唱楽曲、ロング化されていないゲームサイズ音源、新規書き下ろし2曲を加えた107曲を収録）

  - 泉 陸奥彦
    - 『Third』（3枚組）

  - パーキッツ
    - 『ぱきポプ全部入り！PARQUETS pop'n music best』（コナミスタイル限定）

  - 星野奏子
    - 『Kanako's Best Selection』

- コンセプトアルバム
  - beatmania IIDX ドラマCD（初回版はブックレット同梱）
    - 『Roots26 S[suite] Vol.1 beatmania IIDX Spin-off Drama』
    - 『Roots26 S[suite] Vol.2 beatmania IIDX Spin-off Drama』
    - 『Roots26 S[suite] Vol.3 beatmania IIDX Spin-off Drama』
    - 『Roots26 Vol.4 beatmania IIDX Drama CD』（以下2枚組。DISC1はVol.1から続く「S[suite]」シリーズを、DISC2は未来編となる「ALFARSHEAR」シリーズを収録）
    - 『Roots26 Vol.5 beatmania IIDX Drama CD』

  - ZektbachドラマCD
    - 『The Epic of Zektbach Novel CD Series～Blind Justice～』
    - 『The Epic of Zektbach Novel CD Series -Masinowa-』（いずれも2枚組）

  - ひなビタ♪ドラマCD
    - 『日向美ビタースイーツ♪～SWEETSMILECOLLECTION～ Vol.1』
    - 『日向美ビタースイーツ♪～SWEETSMILECOLLECTION～ Vol.2』
    - 『日向美ビタースイーツ♪～SWEETSMILECOLLECTION～ Vol.3』
    - 『日向美ビタースイーツ♪～SWEETSMILECOLLECTION～ Vol.4』
    - 『日向美ビタースイーツ♪～SWEETSMILECOLLECTION～ Vol.5』
    - 『日向美ビタースイーツ♪～SWEETSMILECOLLECTION～side:spinoffここなつ』
    - 『日向美ビタースイーツ♪～SWEETSMILECOLLECTION～ カップリングA』
    - 『日向美ビタースイーツ♪～SWEETSMILECOLLECTION～ カップリングB』
    - 『日向美ビタースイーツ♪～SWEETSMILECOLLECTION～ カップリングC』